# Encholirium gracile
Encholirium gracile är en gräsväxtart som beskrevs av Lyman Bradford Smith. Encholirium gracile ingår i släktet Encholirium och familjen Bromeliaceae. Inga underarter finns listade i Catalogue of Life.